# Encyclopedia Americana
Pour les articles homonymes, voir Americana.

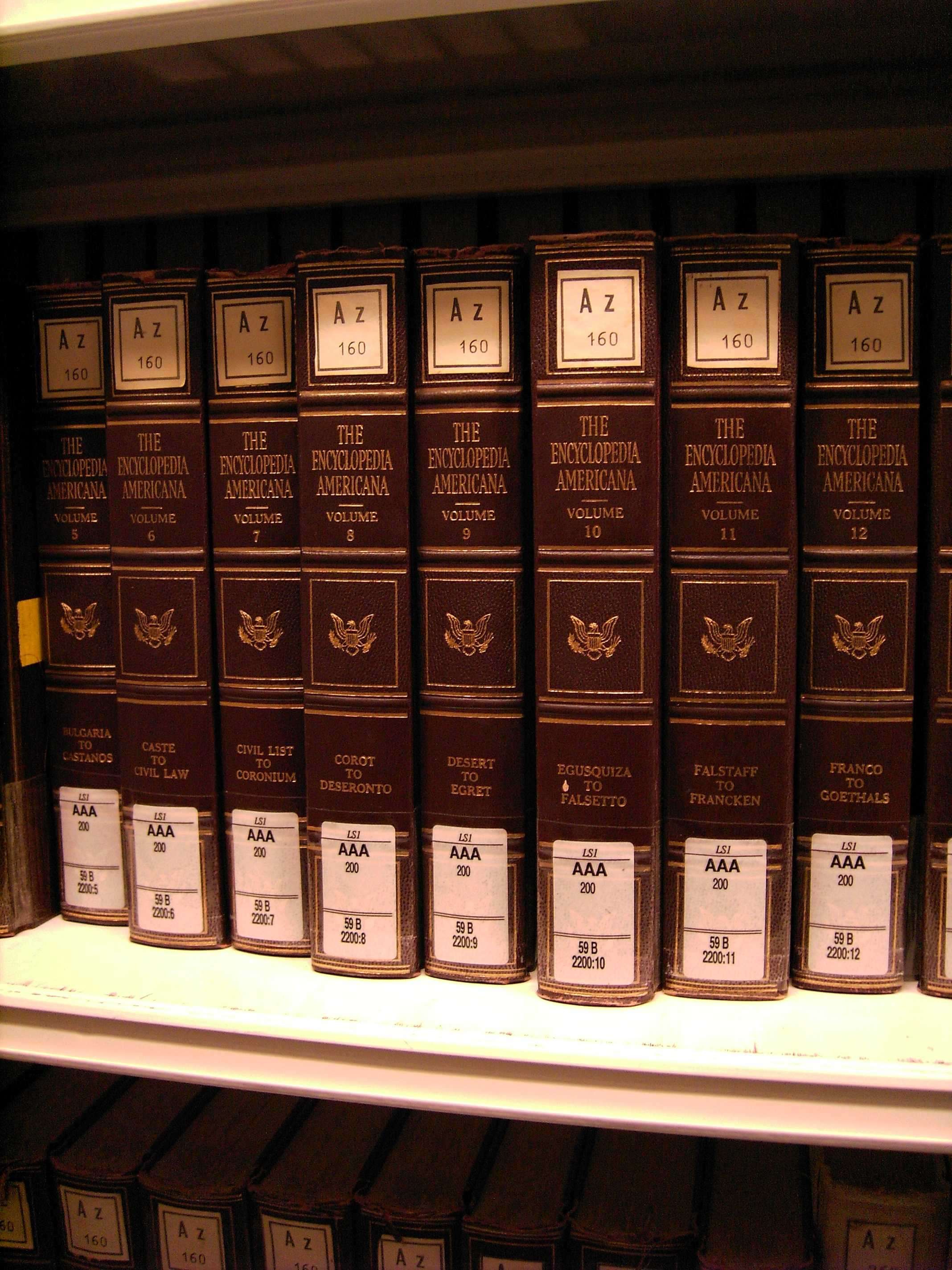
Vue de l’Encyclopedia Americana au format papier à la Göttingen State and University Library.

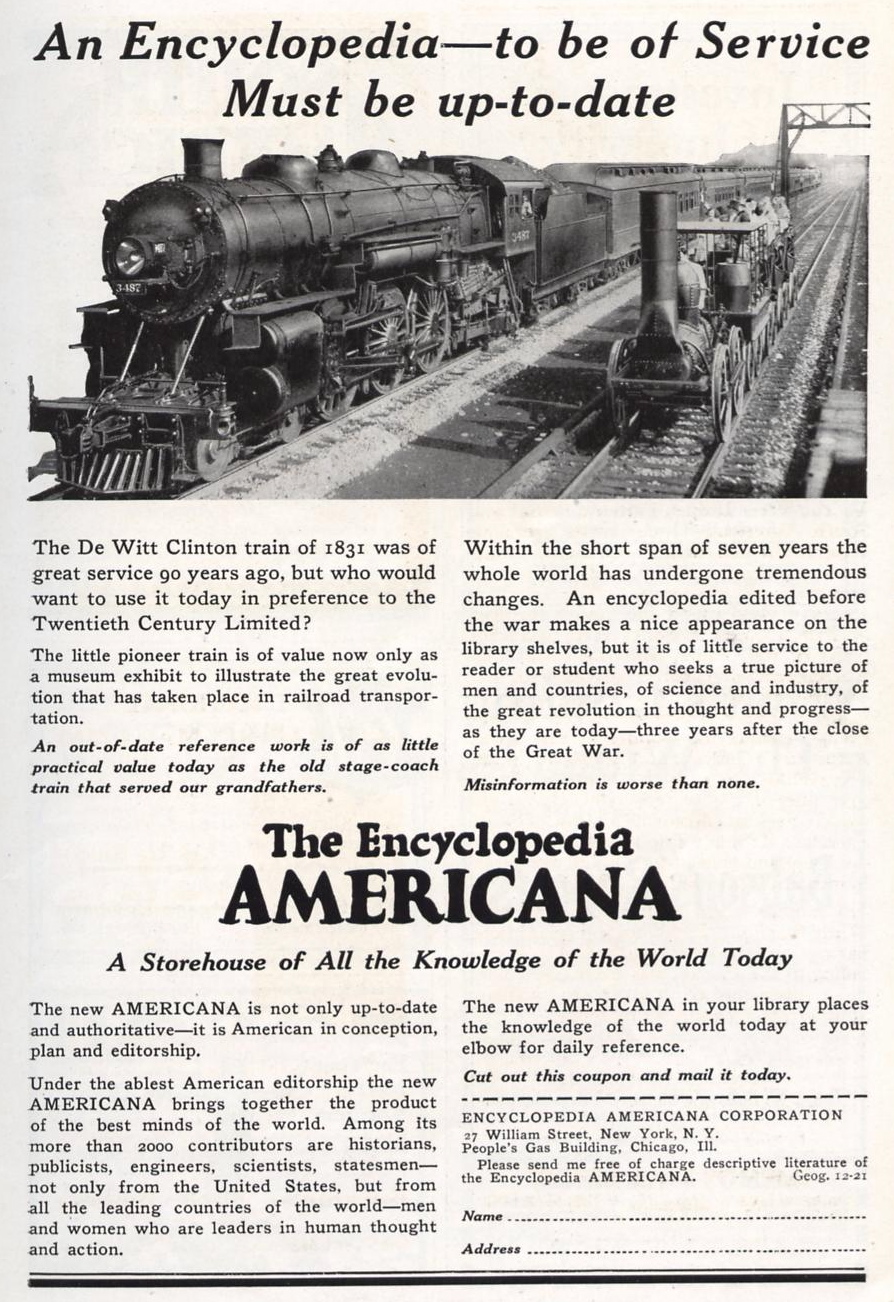
Publicité vantant les mérites de l’Encyclopedia Americana de 1921.

L’Encyclopedia Americana est une encyclopédie généraliste d'origine américaine. Publiée à l'origine aux États-Unis en 1829-1833, c'est l'une des plus volumineuses en anglais. Depuis l'acquisition de Grolier en 2000, l'encyclopédie est rédigée et publiée par Scholastic. En 2004, Scholastic affirme que 2 500 articles en ligne de l'Americana sont révisés annuellement.
En 2010, l'encyclopédie compte plus de 45 000 articles, la plupart ayant au moins 500 mots et plusieurs offrant un long texte (par exemple, United States contient plus de 300 000 mots). La couverture de l'histoire et de la géographie du Canada et des États-Unis est l'un de ses points forts traditionnels, mais elle a perdu cet avantage avec la venue des publications en ligne. Écrit par des intellectuels prééminents dans leurs domaines, l'encyclopédie traite également de la biographie et des sujets scientifiques et techniques. Rédigée par 6 500 contributeurs, elle comprend plus de 9 000 bibliographies, 150 000 renvois, plus de 1 000 tableaux, 1 200 cartes et environ 4 500 images en noir et blanc ou en couleur. La plupart des articles sont signés par les contributeurs.
Longtemps vendue sous la forme d'une collection de 30 volumes, l’Encyclopedia Americana est, au début du XXIe siècle, offerte sous une forme électronique accessible par abonnement. En mars 2008, Scholastic a affirmé que la vente « papier » était encore bonne et qu'elle réfléchissait au sort de la publication sur papier. Elle n'a pas publié une nouvelle version en 2007, elle qui publiait habituellement une édition révisée à toutes les années.
La version en ligne de l’Encyclopedia Americana, introduite pour la première fois en 1996, continue d'être mise à jour et vendue. Similaire à l'ensemble imprimé à partir duquel l'encyclopédie est dérivée, l'ouvrage cible une clientèle fréquentant le high school et les étudiants de première année au college, ainsi que les utilisateurs des bibliothèques publiques. L'ouvrage est disponible pour les bibliothèques comme l'une des options du service de référence Grolier Online, qui comprend également le Grolier Multimedia Encyclopedia destinée aux collégiens et lycéens, et The New Book of Knowledge, une encyclopédie pour les élèves de l'école primaire et du collège. Grolier Online n'est pas disponible pour les abonnés individuels.

## Histoire et prédécesseurs
Il existe trois ouvrages distincts qui utilisent le titre Encyclopedia Americana.
L'édition du premier ouvrage a commencé dans en 1829 par l'exilé allemand Francis Lieber qui, à l'époque, fuyait l'Europe déchirée par la guerre et avait trouvé refuge aux États-Unis d'Amérique. Après un voyage à Philadelphie en 1828, Lieber propose son idée à Carey, Lea & Carey, les principaux éditeurs de livres aux États-Unis à l'époque. Les 13 volumes de la première édition ont été achevés en 1833, et d'autres éditions et tirages ont suivi en 1835, 1836, 1847-1848, 1849 et 1858. L'Encyclopedia Americana de Lieber a été fortement influencé par la 7e édition de Konversations-Lexikon (publié par Brockhaus) que Lieber a traduit lui-même en anglais. Certains éléments de cet ensemble ont été repris dans la version moderne, ainsi que la méthode Brockhaus des articles courts.
Une Encyclopedia Americana différente a été publiée par J.M. Stoddart entre 1883 et 1889, en tant que supplément aux réimpressions américains de la 9e édition de la Encyclopædia Britannica. Il s'agissait de quatre volumes in-quarto destinés à étendre et compléter les articles dans la Britannica. Pourtant, l'ouvrage de Stoddart n'est pas lié à l'ouvrage antérieur de Lieber.
En 1902, une nouvelle version en 16 volumes a été publiée sous le titre Encyclopedia Americana, sous la supervision éditoriale du magazine Scientific American. Le rédacteur en chef du magazine, Frederick Converse Beach, était le rédacteur en chef, et il était  assisté par des centaines d'éminents savants et autorités qui servaient de rédacteurs consultants ou d'auteurs. Le premier éditeur était R.S. Peale & Co ; entre 1903 et 1906, d'autres éditions ont été publiées par l'Americana Corp. et le Scientific American Compiling Department, George Edwin Rines ayant été nommé rédacteur en chef en 1903. La relation avec Scientific American a pris fin en 1911. De 1907 à 1912, l'ouvrage a été publié sous le titre The Americana.
Une nouvelle édition majeure est parue en 1918-20 en 30 volumes, avec George Edwin Rines comme rédacteur en chef. Un annuaire, qui a paru sous divers titres, a également été publié chaque année à partir de 1923 et jusqu'en 2008.
L'encyclopédie a été rachetée par Grolier en 1945. Dans les années 1960, les ventes de l'Americana et de ses publications sœurs sous l'égide de Grolier - The Book of Knowledge, the Book of Popular Science and Lands and Peoples (également connu sous le nom de The New Book Of Popular Science) - étaient suffisamment importantes pour justifier l'occupation par la société d'un grand bâtiment (diversement appelé Americana Building et Grolier Building) dans le Midtown de Manhattan, au 575 Lexington Avenue. Au cours de cette période, les ventes ont été réalisées principalement par le biais de la vente par correspondance et du porte-à-porte. Le télémarketing et la distribution par des tiers par le biais de leur division Lexicon ont augmenté les volumes de vente dans les années 1970. À la fin des années 1970, Grolier a transféré ses activités à Danbury, dans le Connecticut.

## Les développements ultérieurs
En 1998, Grolier a été racheté par la société de médias française Hachette, qui possédait une encyclopédie francophone bien connue, l’Encyclopédie Hachette. Hachette a ensuite été absorbé par le conglomérat français du groupe Lagardère.
Une version CD-ROM de l’encyclopédie a été publiée en 1995. Bien que les textes et les images soient stockés sur des disques séparés, elle répondait aux normes en vigueur à l’époque. Plus important encore, l’œuvre avait été numérisée, ce qui a permis la publication d’une version en ligne en 1997. Au cours des années suivantes, le produit a été enrichi de caractéristiques et de fonctions supplémentaires, de liens Internet et d’un journal d’actualité. Une interface repensée et un produit partiellement remanié avec des capacités de recherche améliorées et une toute première version en texte seul conform aux normes ADA pour les utilisateurs handicapés, ont été présentés en 2002.
L’acquisition de Grolier par Scholastic pour 400 millions de dollar US a eu lieu en 2000. Les nouveaux propriétaires prévoyaient une augmentation de 30% du bénéfice d’exploitation, alors qu’historiquement Grolier avait connu des bénéfices de 7 à 8% sur les revenus. À la suite de l’acquisition, Americana fait partie d’une suite de ressources éducatives. Des réductions de personnel visant à contrôler les coûts ont également suivi peu après, même si un effort a été fait pour augmenter la force de vente. Des coupes ont été effectuées chaque année entre 2000 et 2007, laissant une main-d'œuvre très réduite pour assurer les tâches de maintenance d'une grande base de données encyclopédique.
En 2004, Scholastic a déclaré que les 2 500 articles en ligne d'Amaricana étaient révisés chaque année. Aujourd'hui, Americana continue de faire partie intégrante de la base de données du produit Grolier Online.

## Encyclopedia Americana Online
L'Encyclopedia Americana Online est un site Web convivial destiné aux éducateurs et aux étudiants. Il existe plus de 500 000 liens vers des documents de référence, des sites Web et des périodiques, ainsi que des plans de cours, des idées de projets et des activités pour les enseignants. Des fonctionnalités novatrices comprennent International New Desk qui poste des liens vers des centaines de journaux en ligne du monde entier, News Now qui permet au lecteur de lire les nouvelles et les événements actuels appropriés à leur âge, et Lexile Search à des fins de recherche.
Les bases de données sont des éléments clés de cette encyclopédie en ligne. Il y a huit bases de données abordant toutes sortes de sujets : The New Book of Knowledge, Grolier Multimedia Encyclopedia, Encyclopedia Americana, The New Book of Popular Science, Lands and People, Amazing Animals of the World, America the Beautiful, La Nueva Enciclopedia Cumbre et Aula de Espanol pour des hispanophones.
L'Encyclopedia Americana Online est disponible sur Scholastic.com, mais nécessite un abonnement payant pour accéder aux fonctionnalités.

## Rédacteurs en chef
- Frederick Converse Beach, 1902-1917. Ingénieur et rédacteur en chef du magazine Scientific American.
- George Edwin Rines, 1917-1920. Auteur et éditeur.
- A. H. McDannald, 1920-1948. Reporter (Baltimore News et Baltimore Evening Sun), éditeur et auteur.
- Lavinia P. Dudley, 1948-1964. Rédactrice (Encyclopædia Britannica et Encyclopedia Americana) et directrice ; première femme à diriger une grande publication de référence américaine.
- George A. Cornish, 1965-1970. Reporter (New York Herald Tribune) et rédacteur en chef.
- Bernard S. Cayne, 1970-1980. Chercheur en éducation (Educational Testing Service, Harvard Educational Review), éditeur (Ginn & Co., Collier's Encyclopedia, Macmillan) et dirigeant d'entreprise (Grolier Inc.).
- Alan H. Smith, 1980-1985. Éditeur (Grolier/Encyclopedia Americana)
- David T. Holland, 1985-1991. Editeur (Harcourt Brace, Grolier/Encyclopedia Americana).
- Mark Cummings, 1991-2000. Editeur (Macmillan, Oxford University Press).
- Michael Shally-Jensen, 2000-2005. Éditeur (Merriam-Webster/Encyclopædia Britannica).
- K. Anne Ranson, 2005-2006. Éditrice (Encyclopédie académique américaine, Encyclopédie multimédia Grolier).
- Joseph M. Castagno, 2006-présent. Editeur (Grolier/Terres et Peuples, New Book of Popular Science).